# Chrysophyllum africanum
Pour les articles homonymes, voir Longhi.
Espèce
Classification phylogénétique
Chrysophyllum africanum est une espèce de plantes à fleurs de la famille des Sapotaceae. C'est un arbre qui se trouve en Afrique depuis la Sierra Leone jusqu’en Ouganda et au Congo-Kinshasa. Son fruit est comestible. On l’appelle aussi akatio ou longhi.

## Sources
- (fr) Prota (Ressources végétales de l'Afrique Tropicale) : Chrysophyllum africanum